# 2014年白沙瓦學校襲擊事件
2014年白沙瓦學校襲擊事件，是指2014年12月16日在巴基斯坦西北部城市白沙瓦一間軍人子女就讀的學校发生的恐怖襲擊事件。七名屬於巴基斯坦塔利班运动的持槍恐怖份子進入一個由軍方開辦的公立學校對學生及教職員亂槍掃射。事件總共造成最少141人死亡，包括132名10歲至18歲之間的學生及9名教職員。最少114人據報受傷並被分別送往Combined Military Hospital及Lady Reading Hospital治理。超過950名師生及職員被趕到的巴國軍隊拯救。行動在同日傍晚結束，全部七名恐怖份子均伏诛。
此次襲擊是巴基斯坦自從2007年卡拉奇炸彈襲擊事件以來死傷最嚴重的恐怖襲擊事件。

## 背景
位于瓦尔沙路的陆军公学，是巴基斯坦陆军公学和大学系统146所学校之一
。
2014年6月起开始，巴基斯坦军方在北瓦济里斯坦开展“利剑行动”联合军事攻势，打击该地的暴力势力据点。利剑行动针对6月8日卡拉奇真纳国际机场袭击而展开，之后塔利班宣布对事件负责。时值巴基斯坦西北部战争，至今已有1200多名恐怖分子被击毙，北瓦济里斯坦90%的地区被肃清。

## 经过
上午10时许，六名身着巴基斯坦准军事部队边境军服的枪手，从附近的一处墓地潜入学校，缩在墙壁后。进入学校前，枪手向他们开来的铃木柏兰ST41面包车纵火。携带自动武器的恐怖分子，径直走向混合中心的礼堂，开枪扫射聚集在学校功能室的儿童。三军公共关系总干事、巴基斯坦军方公关部的阿西·巴杰瓦（Asim Bajwa）表示，恐怖分子并不打算挟持任何人质，而是要竭尽所能杀死尽可能多的学生。恐怖分子开火时，许多学生往礼堂另一侧的两个出口跑出，但当中许多人在花园里中枪。
报告亦指出学生被迫目睹包括校长塔希拉·卡兹（Tahira Kazi）在内的教师被活活烧死。过了5-7分钟，陆军特勤队冲进学校，驾驶重型装甲车和卡车从两侧进入。随即，特勤队的人员与恐怖分子交涉，阻止他们继续杀害其他幸存的学生和教员。枪手随后移到学校的管理区，挟持那里的人质，其中一人在礼堂附近被军方击毙，其他六人则设法前往管理区。媒体转播车、驾驶斯宾特（Sprinter）厢式车的创伤急救队，以及医疗单位被军用装甲车载到学校，宪兵队和民警封闭道路，防止恐怖分子逃走。
恐怖分子在袭击过程中与上家保持联系，但特勤队攻入不久后，安全部队截获了恐怖分子的通信。“我们知道他们上家的身份，但由于涉及行动，未能公布。他们知道行动地点，必须进行该地区的侦查，而且极有可能在被人揭穿后逃走。”巴杰瓦表示。

### 伤亡人数
总共1099名学校和教员出现在校舍中，其中960人被反应部队成功解救，但有121人受伤。事件中死亡的145人，包括132名儿童、10名工作人员和3名士兵。

## 归因
巴基斯坦塔利班运动（TTP）声称对此次袭击事件负责，旨在报复巴基斯坦军方自2014年夏季以来，在北瓦济里斯坦发动的“利剑行动”军事进攻。
塔利班发言人穆罕默德·奥马尔·克霍拉桑尼（Muhammad Omar Khorasani）表示：“陆军针对我们的家人，我们就针对小学。我们希望他们能够感受下我们的痛苦。”“我们的6名战士已成功进入陆军学校，我们从外面给他们指示，”克霍拉桑尼透过电话表示：“我们的自杀袭击者已进入学校，他们的指示是不伤害孩子，仅针对军方人员。这是针对陆军在北瓦济里斯坦的进攻的复仇。”巴基斯坦联邦调查机构初期侦查显示，该校对由车臣战士阿布·沙塔尔（Abu Shamil）策划领导，伴有3名阿拉伯人，2名来自阿富汗东部讲普什图语的阿富汗人 。
2014年12月18日，塔利班在其网站发布视频，名为乌马尔·曼苏尔（Umar Mansoor）的男子透露自己是白沙瓦学校袭击案的幕后策划者。

### 恐怖份子国籍
巴基斯坦情报部门调查恐怖分子的国籍，FIA确认全部均为境外人士。乌尔都语报纸《詹格报》公布了袭击者的国籍。6名行凶者的身份如下：
- 阿布·沙塔尔[27]（又名阿卜杜勒·拉赫曼[27]），车臣战士，该集团的头目。
- 诺曼·沙哈·赫尔曼德[27]，赫尔曼德省的阿富汗公民，被美国以50万美元悬赏通缉。
- 瓦齐尔·阿拉姆·赫拉特[27]，赫拉特的阿富汗公民。
- 哈提卜·阿-祖拜迪[27]，阿拉伯语埃及公民。
- 穆罕默德·札赫迪[27]，阿拉伯语摩洛哥公民。
- 奇布兰·阿-赛义德[27]，被认为是阿拉伯人，但国籍尚未确定[27]。
  - 境外恐怖分子的身份和国际由乌尔都语报纸《詹格报》发布。

## 反应
袭击事件在巴基斯坦引起广泛反应，遭到公众、政府、政治和宗教机构、记者和社会科学家的谴责。巴基斯坦媒体对事件反应强烈，许多评论员在各大报章和新闻频道上，呼吁发动更大型和强有力的行动打击武装分子，尤其是塔利班。国际上对袭击的反应也很强烈，许多国家和国际组织纷纷谴责袭击，并向遇难者家属表达慰问。世界各地许多知名人物亦谴责袭击。
总理纳瓦兹·谢里夫谴责本次袭击，称其为“国家的悲剧“，宣布全国哀悼三日，降半旗致哀。总统马姆努恩·侯赛因和四省首次部长强烈谴责袭击。
世界各地的艺术家们，亦纷纷表达他们的关切，和对这种可怕行为的愤怒。巴基斯坦歌手谢赫扎德·罗伊·桑伟袭击遇害者写歌，目前是巴基斯坦中央电视频道PTV的官方歌曲。
巴基斯坦主要的政治实体谴责袭击，严重谴责对无辜儿童的袭击，强烈要求打击武装分子。巴基斯坦正义运动党领袖伊姆兰·罕呼吁结束抗议。
诺贝尔和平奖得主马拉拉·优素福扎伊谴责此次袭击，并在声明中表示：“我对白沙瓦恐袭这种摆在我们面前的毫无意义的冷血行为，感到伤心欲绝。”她的父亲，齐亚乌丁·优素福扎伊表示，他的心在流血，家人们都笼罩在白沙瓦校园惨案的阴影中。
即便是基地组织的发言人，也对事件感到心痛，认为士兵针对的不应该是孩子。
经中国和巴基斯坦两军高层安排，2015年2月和3月，白沙瓦陆军学校学生代表团分两批赴华疗养。

## 后续

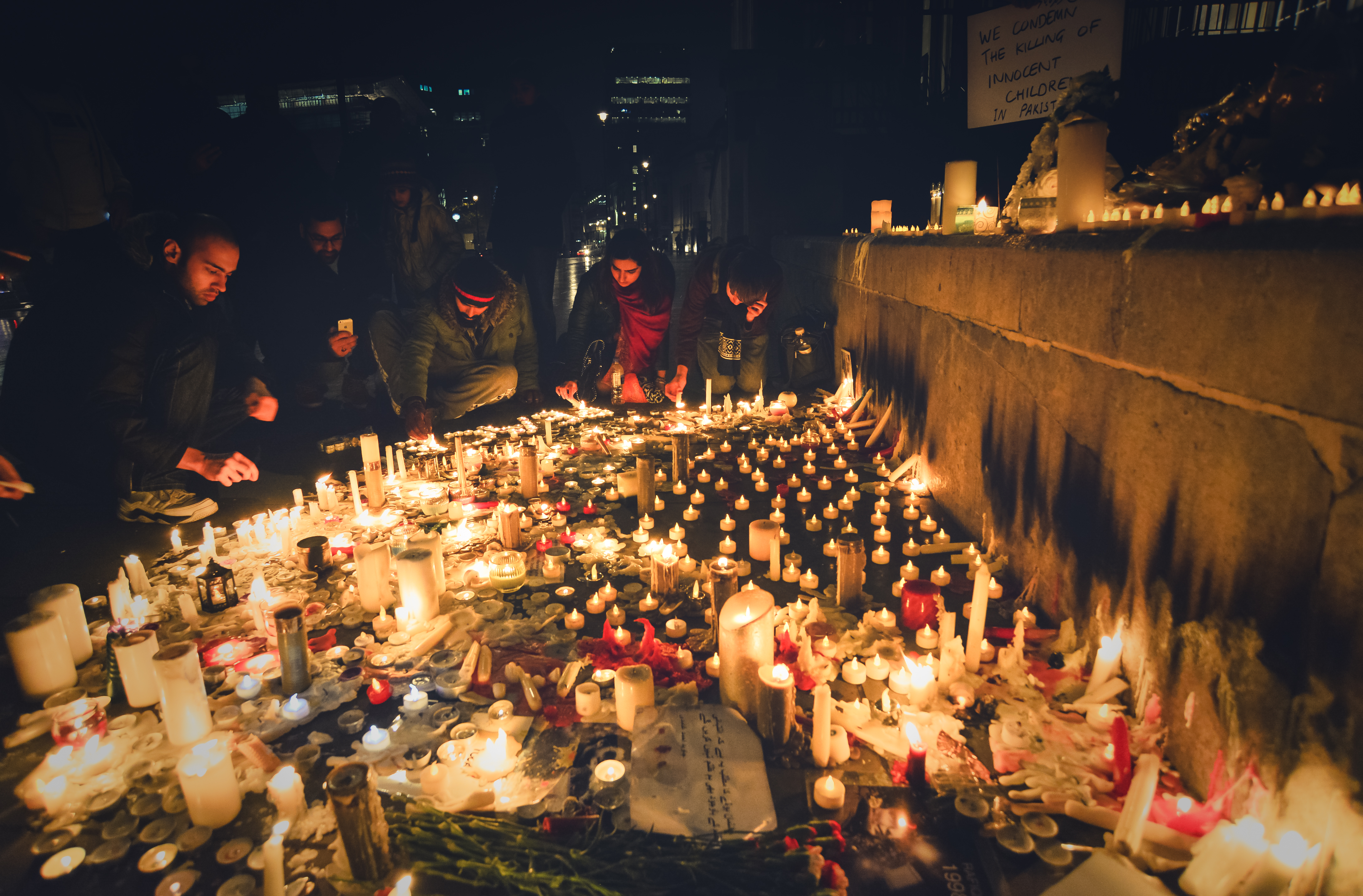
伦敦民众举办烛光晚会悼念事件遇害者

许多国际媒体组织称此次袭击是巴基斯坦的“911”。袭击不久后，流行观点对塔利班表示愤怒。巴基斯坦政府和军队对事件表现出及时反应。
伊朗裔美籍学者瓦利·纳斯尔表示，“塔利班意图削弱军队的意志，认为军事进攻需投入大量人力成本，借此让公众给军队创造压力，从而撤回进攻，但实际上遭到他们反弹。”
袭击后第二天，纳瓦兹·谢里夫，對策划恐袭案件的暂缓死刑被解除。随后，穆罕默德·阿基尔与艾尔沙德·马哈茂德，此前因暗杀前总统佩尔韦兹·穆沙拉夫未遂而被判刑，於12月19日被处决。

### 解除恐怖分子的暂缓处决
2014年12月17日，总理纳瓦兹·谢里夫签署文件，解除接触涉及恐怖袭击案件的暂缓死刑。总理秘书处表示：“总理已批准取消恐袭案的暂缓处决。”巴基斯坦自2008年已停用死刑，目前约有800人恐怖分子被关押在巴基斯坦的死囚牢。此举后来被人们普遍认为是巴基斯坦从未将恐怖分子归案。多数时候，法官和证人都不敢挺身而出，裁决恐怖分子的刑期。甚至已定罪的恐怖分子被送往监狱，也会借助巴基斯坦治安体系的脆弱点越狱，其中不乏本努和德拉·伊斯梅尔·汗等高调的恐怖分子。
国际特赦组织亚太区副主任大卫·格里菲斯对这一决定表示反对，他表示：“诉诸死亡并不是问题的答案——永远不是。答案应是政府集中力量，而非用恢复处决来延续暴力的恶性循环。”

### 拘捕與審訊
2015年8月，6名被控協助槍手犯案的人被判死刑，其中4人於2015年12月2日被執行絞刑。

## 打击

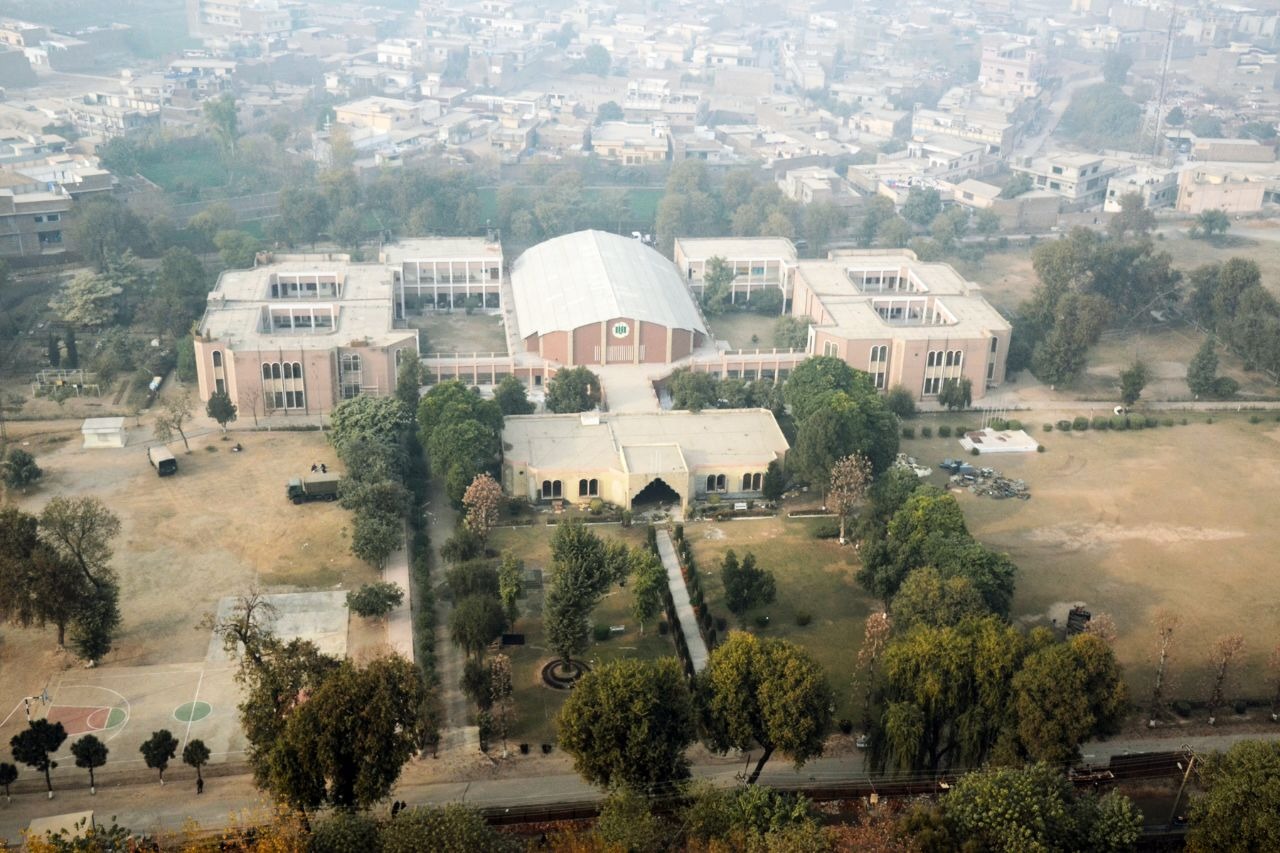
白沙瓦学校

### 出动无人机
袭击发生后，无人机准备发动针对恐怖分子的空袭，而巴基斯坦空军当前的任务，则是追捕塔利班头目穆拉赫·法兹卢拉，法兹卢拉在11月25日的无人机打击中侥幸逃脱。12月17日，巴空军的F-16战机和JF-17雷电战机，在阿富汗边境附近的57名恐怖分子的藏身地提拉谷（Tirah Valley）投下炸弹。另外二十架战机执行动态目标空中轰炸任务。12月16日，一架美国中央情报局无人机，在阿富汗东部杀死4名塔利班武装分子。12月20日，另一架无人机在北瓦济里斯坦击毙5名恐怖分子，官员表示死亡人数预计将上升。与此同时，据报道大约21名塔利班恐怖分子在开伯尔特区击毙，他们试图在巴空军的打击下逃离阿富汗。2014年12月20日，一份未经证实的报告指出，法兹卢拉被巴空军战机在阿富汗击毙。

### 定点清除塔利班
执法机关和警察全国追捕武装分子，并针对塔利班武装分子的报道，已在电视新闻媒体广泛流传。袭击发生后，巴基斯坦情报机构在奎达追踪到3名塔利班武装分子，并在其逃往阿富汗前逮捕。卡拉奇都會區警方和犯罪调查局人员曾与塔利班头目阿比德·迈查尔（Abid Macchar，绰号蚊子阿比德）相遇，警方追至穆沙拉夫殖民地，将其和三个同伙击毙。在卡拉奇的单独行动中，犯罪调查局小队在霍克斯湾高速公路追击并逮捕基地组织南亚分支的五名成员，九月份，他们涉嫌策划在卡拉奇海军造船厂发动袭击。12月20日，巴基斯坦特警小队袭击了卡拉奇曼霍佩尔区一间安全屋，枪战中击毙五名塔利班。
12月20日下午，开伯尔-普赫图赫瓦省警方和FIA特伍搜查白沙瓦以北30公里一处城镇的一所安全屋。在安全屋的交火中，开伯尔警方和其他执法机构击毙包括指挥官在内的六名塔利班，连同另外两个高价值目标。

### 阿富汗和ISAF介入
12月17日，巴基斯坦军方总参谋长拉赫尔·谢里夫将军，在三军情报局总干事利兹万·阿赫塔尔的陪同下，在喀布尔会见了阿富汗总统阿什拉夫·加尼·艾哈迈德扎伊，以及美军和北约驻阿富汗部队指挥官约翰·F·坎贝尔。据巴基斯坦消息人士透露，拉赫尔将军用塔利班头目作为交换，要求阿富汗政府对其境内的塔利班藏身所采取打击行动。与阿方官员会谈时，拉赫尔向阿富汗国民军参谋长谢尔·穆罕默德·卡里米传达消息，“采取果断行动打击塔利班避难所，否则巴基斯坦就会介入。”情报官员证实了传达给阿总统的消息，称其警告阿富汗政府“此番不采取行动，我们将探讨所有的可能，包括军事介入。”在进一步的会谈中，拉赫尔将军告诉阿富汗总统：“巴军方有权肃清塔利班在库纳尔省和努尔斯坦省的避难所，但因阿富汗主权和领土完整而克制。加尼向拉赫尔保证，国家将采取一切必要手段铲除恐怖分子。阿富汗领导人也讨论了针对塔利班的联合行动。据《民族》杂志报道，总理纳瓦兹·谢里夫向阿富汗总统发布“介入”的独立声明，并向喀布尔发布消息，强调“清剿塔利班是我们共同的愿望”。
巴军方目前正抓紧搜捕 。12月18日晚，巴陆军部队尾随逃跑的恐怖分子，立刻在开伯尔和提拉谷同时发动地面进攻，以防恐怖分子逃亡阿富汗。在突袭中，据报一些恐怖分子已经逃出，身后留下同伙的尸体，尸体照片在社交媒体中流传。当晚在开伯尔特区的单独空袭中，巴空军战斗机据报猎杀一名最高指挥官和17名试图逃亡阿富汗的恐怖分子。